# Outback Bowl
El Outback Bowl es un trofeo (bowl) de fútbol americano universitario de la Football Bowl Subdivisión de la National Collegiate Athletic Association que se disputa desde 1986 en Tampa, estado de Florida, Estados Unidos.
Originalmente se llamaba Hall of Fame Bowl y se disputaba en el Tampa Stadium. Consistía en un enfrentamiento entre un equipo de la Southeastern Conference o de la Atlantic Coast Conference contra otro equipo de cualquier conferencia. Desde 1995 su patrocinador es Outback Steakhouse, cambiando de nombre al actual de Outback Bowl, y pasó a enfrentar a equipos de la Big Ten Conference contra equipos de la Southeastern Conference. Actualmente enfrenta al tercer equipo de la Big Ten Conference contra el cuarto de la Southeastern Conference. 
Su sede pasó a ser el Raymond James Stadium en la edición de 1999
El partido se juega el 1 de enero del año siguiente al término de la temporada regular, excepto cuando cae en domingo, en cuyo caso se disputa el lunes 2, por lo general como antesala del Rose Bowl. Fue emitido por la cadena de televisión NBC desde 1988 hasta 1992, y en ABC, ESPN o ESPN2 desde 1993.

## Resultados
| Año  | Ganador        | Marcador   | Perdedor              |
| ---- | -------------- | ---------- | --------------------- |
| 1986 | Boston College | 27-24      | Georgia               |
| 1988 | Michigan       | 28-24      | Alabama               |
| 1989 | Syracuse       | 23-10      | LSU                   |
| 1990 | Auburn         | 31-14      | Ohio State            |
| 1991 | Clemson        | 30-0       | Illinois              |
| 1992 | Syracuse       | 24-17      | Ohio State            |
| 1993 | Tennessee      | 38-23      | Boston College        |
| 1994 | Michigan       | 42-7       | NC State              |
| 1995 | Wisconsin      | 34-20      | Duke                  |
| 1996 | Penn State     | 43-14      | Auburn                |
| 1997 | Alabama        | 17-14      | Michigan              |
| 1998 | Georgia        | 33-6       | Wisconsin             |
| 1999 | Penn State     | 26-14      | Kentucky              |
| 2000 | Georgia        | 28-25 (OT) | Purdue                |
| 2001 | South Carolina | 24-7       | Ohio State            |
| 2002 | South Carolina | 31-28      | Ohio State            |
| 2003 | Michigan       | 38-30      | Florida               |
| 2004 | Iowa           | 37-17      | Florida               |
| 2005 | Georgia        | 24-21      | Wisconsin             |
| 2006 | Florida        | 31-24      | Iowa                  |
| 2007 | Penn State     | 20-10      | Tennessee             |
| 2008 | Tennessee      | 21-17      | Wisconsin             |
| 2009 | Iowa           | 31-10      | South Carolina        |
| 2010 | Auburn         | 38-35      | Northwestern          |
| 2011 | Florida        | 37-24      | Penn State            |
| 2012 | Michigan State | 33-30      | Georgia               |
| 2013 | South Carolina | 33-28      | Michigan              |
| 2014 | LSU            | 21-14      | Iowa                  |
| 2015 | Wisconsin      | 34-31 (TS) | Auburn                |
| 2016 | Florida        | 30-3       | Iowa                  |
| 2018 | South Carolina | 26-19      | Michigan              |
| 2019 | Iowa           | 27-22      | #18 Mississippi State |
| 2020 | #16 Minnesota  | 31-24      | #9 Auburn             |
| 2021 | Ole Miss       | 26-20      | #7 Indiana            |
| 2022 | #22 Arkansas   | 24-10      | Penn State            |

## Apariciones
| #  | Equipo         | Apariciones | Récord |
| -- | -------------- | ----------- | ------ |
| 1  | Iowa           | 6           | 3–3    |
| 1  | Michigan       | 6           | 3–3    |
| 3  | South Carolina | 5           | 4–1    |
| 3  | Penn State     | 5           | 3–2    |
| 3  | Florida        | 5           | 3–2    |
| 3  | Georgia        | 5           | 3–2    |
| 3  | Auburn         | 5           | 2–3    |
| 3  | Wisconsin      | 5           | 2–3    |
| 9  | Tennessee      | 4           | 3–1    |
| 9  | Ohio State     | 4           | 0–4    |
| 11 | Syracuse       | 2           | 2–0    |
| 11 | Alabama        | 2           | 1–1    |
| 11 | LSU            | 2           | 1–1    |
| 11 | Boston College | 2           | 1–1    |
| 11 | Northwestern   | 2           | 0–2    |

Equipos con una sola aparición
- Ganaron (5): Arkansas, Clemson, Michigan State, Minnesota, Ole Miss
- Perdieron (7): Duke, Illinois, Indiana, Kentucky, Mississippi State, NC State, Purdue